# A Place in the Sun (álbum de Tim McGraw)
A Place in the Sun es el quinto álbum de estudio grabado por el cantante estadounidense de música country Tim McGraw. Lanzado el 4 de mayo de 1999 a través de la compañía discográfica independiente Curb Records. "Please Remember Me" fue nominada a Mejor Interpretación Vocal Country Masculina en los premios Grammy de 2000. "My Best Friend" fue nominada en la misma categoría el año siguiente. La versión en disco compacto del álbum estaba disponible originalmente con un folleto de edición limitada que contenía dos fundas transparentes en su interior. Los lanzamientos posteriores tienen toda la misma información, aunque sin las páginas transparentes.
Este álbum produjo los sencillos "Please Remember Me", "Something Like That", "My Best Friend", "My Next Thirty Years" y "Some Things Never Change"; "Please Remember Me" fue grabada originalmente por Rodney Crowell en su álbum de 1995 Jewel of the South, y fue un éxito country #69 para él ese año. A excepción de "Some Things Never Change", que alcanzó el puesto #7, todos los sencillos de este álbum alcanzaron el número uno en la lista Hot Country Songs; "Seventeen" y "Señorita Margarita" también alcanzaron las regiones más bajas de esa lista por difusión no solicitada.

## Lista de Canciones
| CD  |                                   |          |  |
| N.º | Título                            | Duración |  |
| 1.  | «The Trouble With Never»          | 4:14     |  |
| 2.  | «Seventeen»                       | 3:18     |  |
| 3.  | «She'll Have You Back»            | 3:24     |  |
| 4.  | «Somebody Must Be Prayin' For Me» | 3:52     |  |
| 5.  | «My Best Friend»                  | 4:39     |  |
| 6.  | «Señorita Margarita»              | 3:50     |  |
| 7.  | «Some Things Never Change»        | 3:56     |  |
| 8.  | «You Don’t Love Me Anymore»       | 3:42     |  |
| 9.  | «Something Like That»             | 3:03     |  |
| 10. | «Please Remember Me»              | 4:53     |  |
| 11. | «Carry On»                        | 3:21     |  |
| 12. | «My Next Thirty Years»            | 3:36     |  |
| 13. | «Eyes Of A Woman»                 | 3:47     |  |
| 14. | «A Place In The Sun»              | 4:19     |  |